# Yuxarı Qəsil
Yuxarı Qəsil è un comune dell'Azerbaigian situato nel distretto di Ağdaş.